# Muscle droit antérieur de la tête
Le muscle droit antérieur de la tête ( ou muscle petit droit antérieur de la tête  selon l'ancienne dénomination) est un muscle cervical prévertébral. 

## Description
Le muscle droit antérieur de la tête est un muscle court et plat, situé immédiatement derrière la partie supérieure du muscle long de la tête.

## Origine
Le muscle droit antérieur de la tête nait  sur la surface antérieure de la masse latérale de l'atlas et sur la racine de son processus transverse.

## Trajet
Le muscle droit antérieur de la tête se dirige obliquement vers le haut et vers la dedans.

## Insertion
Le muscle droit antérieur de la tête se termine sur la face inférieure de la partie basilaire de l'os occipital immédiatement devant le foramen magnum.

## Innervation
Le muscle droit antérieur de la tête est innervé par des branches du plexus cervical profond (C1, C2).

## Action
La contraction bilatérale des muscles droits antérieurs de la tête provoque la flexion de la tête et du cou.
La contraction unilatérale d'un muscle droit antérieur de la tête provoque l'inclinaison homolatérale de la tête.

## Galerie

Position du muscle droit antérieur de la tête. Certains os autour du muscle sont représentés en semi-transparent.
Le crâne a été retiré (sauf pour l'os occipital )
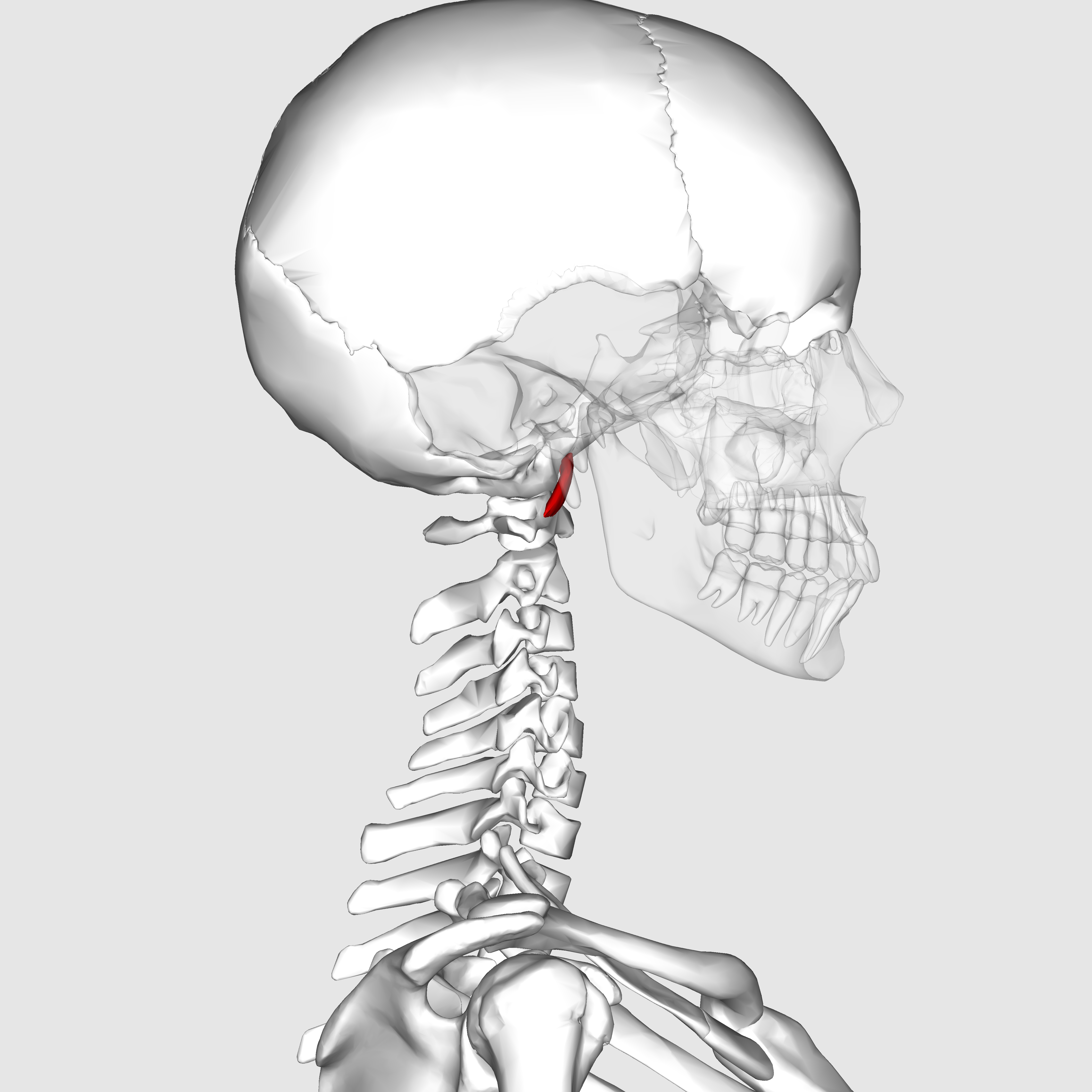
Vue latérale. Image fixe.
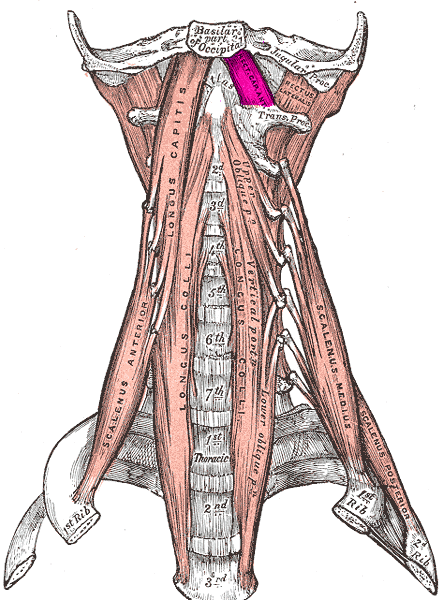
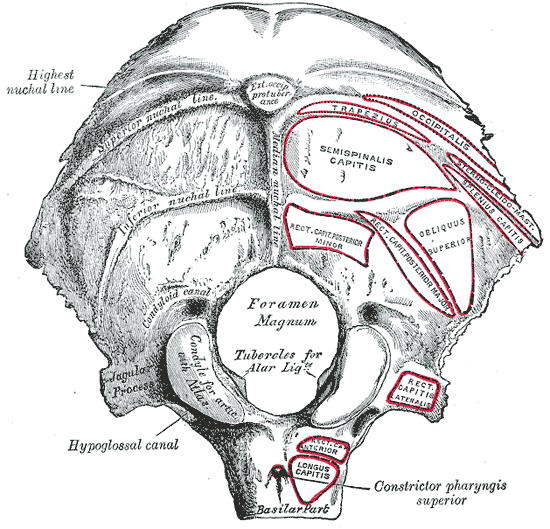
Os occipital. Surface extérieure.
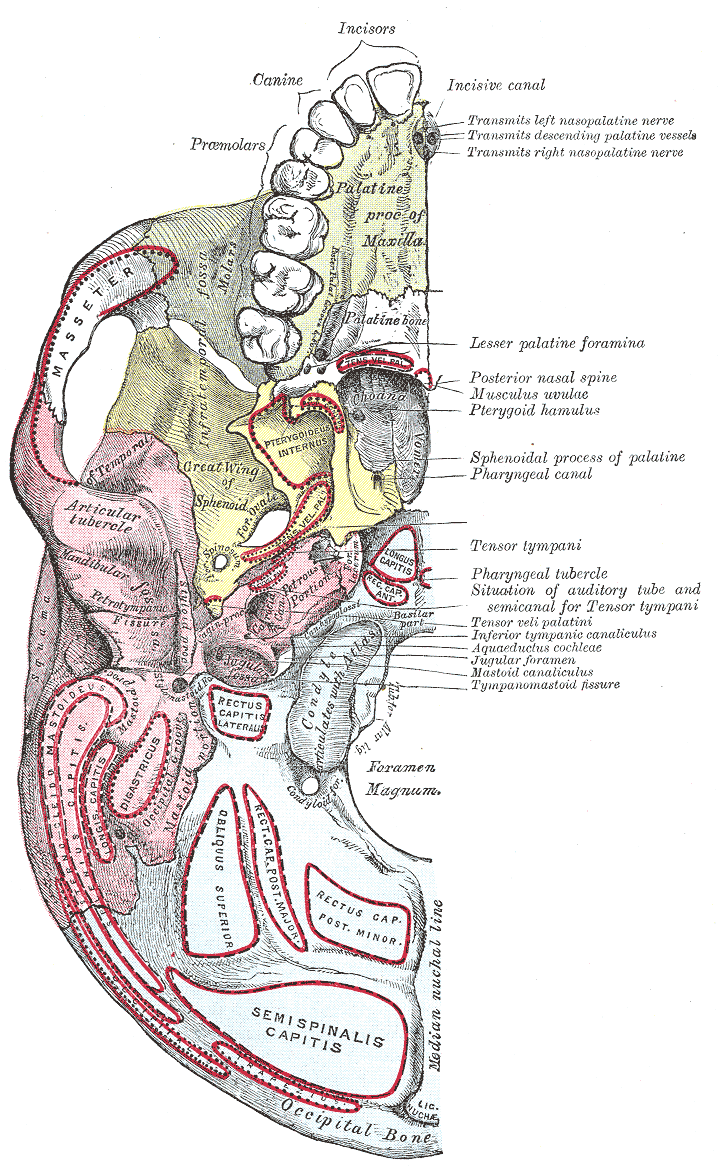
Base du crâne. Surface inférieure.